# Banda de costas

Banda de Costa

La Banda de costas (croche-pied de dos, en portugais) est une technique de fauchage en capoeira, semblable au "o-soto gari" en judo.
Ce mouvement consiste à déséquilibrer son adversaire en plaçant sa jambe derrière les siennes et en le poussant vers l'arrière avec la paume de la main (posée sur son épaule ou son thorax), tout en tirant sa(ses) jambe(s) vers soi.
Si l'adversaire est sur ses deux jambes pendant l'exécution du mouvement, il est évidemment conseillé, dans la mesure du possible, de "choper" les deux jambes plutôt qu'une seule de manière à lui supprimer tous ses appuis.